# Moico
Moico – działający we Wrocławiu dostawca szerokopasmowego internetu światłowodowego, telewizji i usług telefonicznych. 
Moico jest operatorem sieci Internet Union S.A., notowanej na NewConnect. Zasięg sieci Internet Union obejmuje Wrocław oraz kilka gmin ościennych. Jako pierwszy operator w Polsce udostępnił w standardowej ofercie internet o przepustowości 1Gb/s.
Operator Moico działa na polskim rynku od 2011 roku. Na koniec 2011 roku w zasięgu Moico znajdowało się 16 tysięcy gospodarstw domowych; w 2012 zasięg ma wzrosnąć o 25% - do 20 tysięcy. Moico jest partnerem SGT S.A. i autoryzowanym dystrybutorem telewizji Jambox we Wrocławiu. W 2012 roku Moico rozpoczęło realizację pilotażowego projektu, którego celem jest ułatwienie użytkownikom swobodnego wyboru dostawcy usług dostępu do internetu. Zakłada on ściślejszą współpracę pomiędzy operatorami na poziomie infrastrukturalnym i jest rozwinięciem założeń ustawy o wspieraniu rozwoju usług i sieci telekomunikacyjnych, uchwalonej przez Sejm w 2010 roku.